# 角文
角文株式会社（かくぶんかぶしきかいしゃ）は、愛知県刈谷市泉田町古和井1番地に本社を置く総合建設会社。

## 特色
刈谷市を中心とした愛知県西三河地方を活動の場としている。資本金は8000万円。2018年（平成30年）時点の従業員数は117人であり、一級建築士20名、1級建築施工管理技士33名、1級土木施工管理技士12名、宅地建物取引士17名などを有する。分譲マンションや分譲住宅の住宅事業部、事業所ビルやレジャー施設の建築事業部、道路や橋梁などの土木事業部の3部門からなる。

## 歴史
文久3年（1863年）創業。初代の鈴木文助は豪商の神谷長四郎の下で大番頭を務めていた人物である。鈴木文助は神谷家から独立し、材木の販売や建築の請負を行う「角屋」（かどや）を設立。愛知県碧海郡泉田村を拠点として、学校や町屋の建築を手がけた。「角屋」の「文助」であるため、「かどぶん」（「かくぶん」ではない）で名が通っていた。
鈴木文助はかつての主家だった神谷家のみゑと再婚し、みゑとの間に生まれた鈴木三郎が2代目となった。鈴木三郎は上京して慶應義塾の福沢諭吉のもとで学んでいたが、1902年（明治35年）には鈴木文助が急死したため、17歳で角文材木店を継いだ。鈴木三郎は妻のきわとの間に1男2女を儲け、優れた才覚で事業を飛躍させたが、長男は太平洋戦争の終戦後にシベリアに抑留されて死去した。
鈴木三郎は養子として鈴木孝平を迎え入れ、1953年（昭和28年）にはまだ23歳だった鈴木孝平が3代目として角文材木店を継いだ。鈴木孝平は初仕事として知多郡武豊町の知里付神社を手がけている。1959年（昭和34年）の伊勢湾台風後には北設楽郡稲武町から木材を仕入れ、損失を覚悟で刈谷市に130戸の仮設住宅を建設したことで、地域における信用を獲得することにつながった。それまでの角文材木店は木材の販売が中心だったが、1960年（昭和35年）8月31日には株式会社角文建設を設立し、本格的に建設業界に進出した。
1963年（昭和38年）には創業100周年を迎えた。1964年（昭和39年）には刈谷市桜町の4階建てビル「伊藤ビル」に移転し、1972年（昭和47年）には刈谷市一色町の「一色町ビル」に移転している。鈴木孝平は事業の多角化を図り、自動車の部品製造、ゴルフ場の経営、人材派遣など幅広い業種を手がけるKAKUBUNグループを形成した。創業120周年を迎えた1983年（昭和58年）には分譲マンションの建設にも進出した。
1990年（平成2年）には鈴木孝平の長男である鈴木文三郎が4代目として角文木材工業の社長に就任した。1991年（平成3年）には共同企業体で安城市の碧海信用金庫本店の建設を受注。1992年（平成4年）には共同企業体で刈谷市総合運動公園多目的グラウンドの建築を受注。1993年（平成5年）には創業130周年を記念して、本社ビルを創業地である刈谷市泉田町に建設して移転した。
2002年（平成24年）には鈴木文三郎が角文建設の社長に就任している。2004年（平成16年）には共同企業体で刈谷ハイウェイオアシスの建設を受注、2008年（平成20年）には共同企業体で刈谷市役所新庁舎の建設を受注した。2009年（平成21年）には角文建設株式会社とすまいの角文株式会社が合併して角文株式会社となった。
2013年（平成25年）7月には創業150年を記念して、樹齢約150年のケヤキの一枚板を用いた看板を本社ビルに設置した。2020年（令和2年）時点で鈴木文三郎は刈谷商工会議所の副会頭を務めている。

## 社会貢献活動

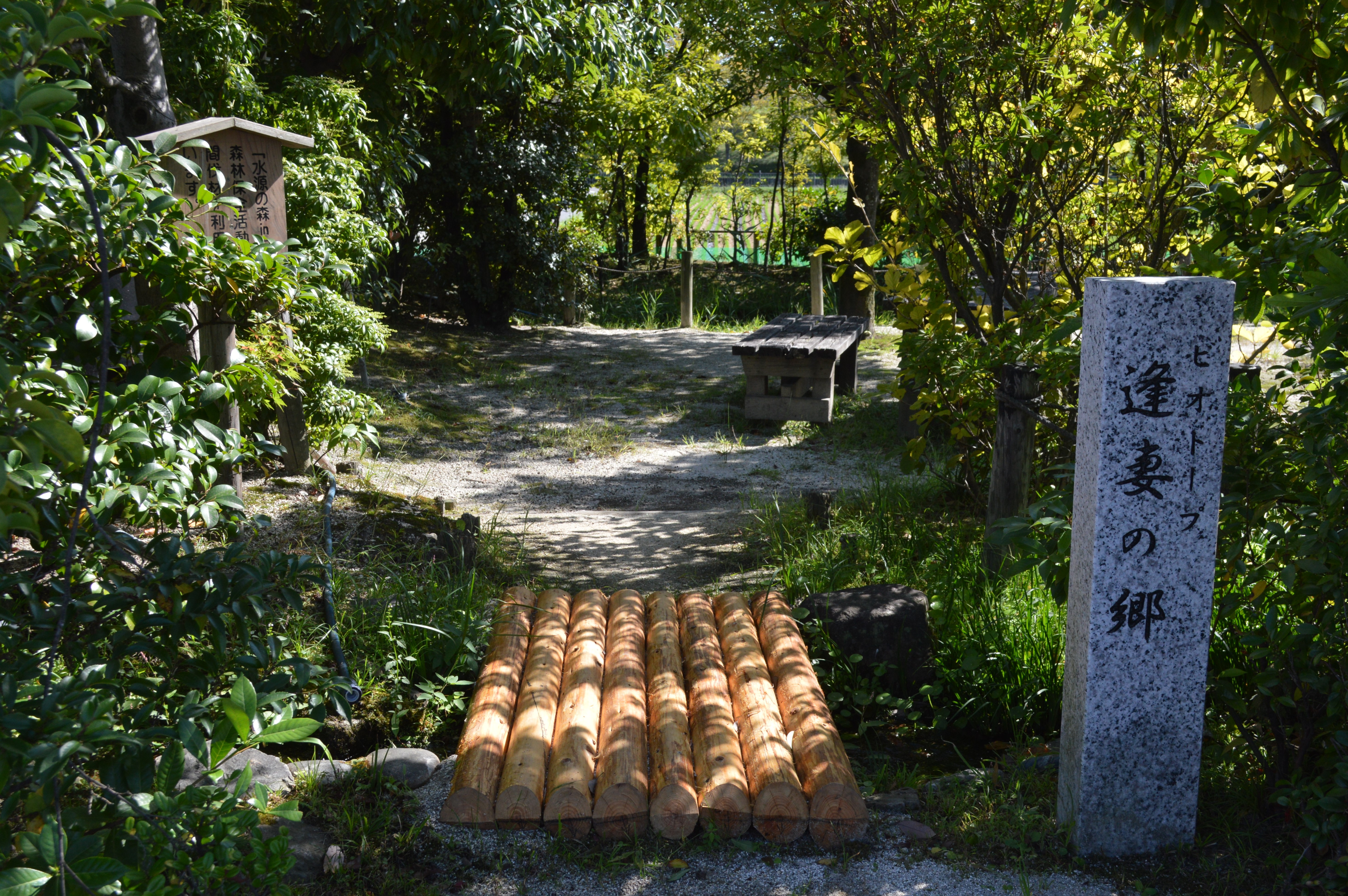
ビオトープ「逢妻の郷」

2003年（平成15年）には環境事業の一環として、刈谷市泉田町の本社敷地内にビオトープ「逢妻の郷」を整備した。2005年（平成17年）からは地元の児童らがホタルの放流体験などを行っている。2005年（平成17年）には本社近くのホタル小屋でホタルの飼育を開始し、2018年（平成30年）時点ではヘイケボタルの幼虫を約1万2000匹飼育している。2018年（平成30年）にはホタルの飼育や放流などの活動が評価され、環境省が水辺の環境保全活動を表彰する「こどもホタレンジャー」で奨励賞を受賞した。企業が受賞するのは全国初である。
2005年（平成17年）には豊田市足助地区の山林230ヘクタールを購入し、約半分の面積で「水源の森づくり活動」を開始した。2018年（平成30年）からは間伐材を用いた消臭グッズ「消臭木」を製造し、顧客や取引先に配布している。

## 作品
- 分譲マンション「エルシリーズ」
- 分譲住宅「エルタウンシリーズ」
- 定借戸建住宅「エクセルタウンシリーズ」
- 1953年（昭和28年） - 知里付神社（知多郡武豊町）
- 1991年（平成3年） - 碧海信用金庫本店（安城市）
- 1992年（平成4年） - 刈谷市総合運動公園多目的グラウンド（刈谷市）
- 1992年（平成4年） - 分譲マンション「ユニバーシティ刈谷」（刈谷市井ヶ谷町）
- 1993年（平成5年） - 分譲マンション「エルグランデ泉田」（刈谷市泉田町） - 国内初の一般定期借地権付分譲マンション
- 1999年（平成11年） - 定借分譲マンション「エクセルグランデ築地」（刈谷市築地町）
- 2000年（平成12年） - 環境共生型分譲マンション「エルグランデ刈谷オキシア」
- 2004年（平成16年） - 刈谷ハイウェイオアシス（刈谷市）
- 2006年（平成18年） - 定借分譲マンション「マンサール白山」（半田市）
- 2008年（平成20年） - 刈谷市役所（刈谷市）
- 2020年（令和2年） - エクセルグランデ刈谷銀座タワー（刈谷市） - 刈谷市最高層の建築物
- 2022年（令和4年）完成予定 - DENCITY（安城市）

- 碧海信用金庫本店
- 刈谷市総合運動公園多目的グラウンド
- 刈谷ハイウェイオアシス
- 刈谷市役所
- エクセルグランデ刈谷銀座タワー